# Bruce Davis
Bruce Edward Davis II (Los Angeles, 2 settembre 1985) è un giocatore di football americano statunitense che è free agent.

## Carriera universitaria
Ha giocato con gli UCLA Bruins squadra rappresentativa dell'università di Los Angeles.
Dal 2004 al 2007 ha giocato 50 partite facendo 137 tackle, 29 sack, forzato due fumble e uno lo ha recuperato.

## Carriera professionistica

### Pittsburgh Steelers
Al draft NFL 2008 è stato selezionato dai Pittsburgh Steelers come 88a scelta. Ha debuttato nella NFL il 29 settembre del 2008 contro i Baltimore Ravens indossando la maglia numero 53. Ha trovato pochissimi spazi e il 4 settembre del 2009 gli Steelers hanno rinunciato ad averlo ancora in squadra.

### New England Patriots
Il 7 ottobre del 2009 ha firmato con i Patriots con la squadra di allenamento. Ha speso tutta la stagione senza mai giocare e il 13 gennaio ha firmato per un eventuale futuro contratto. Purtroppo non è stato così e il 27 maggio 2010 i Patriots hanno rinunciato a tenerlo.

### Denver Broncos
È stato preso dagli svincolati il 1º giugno, ma è rimasto per poco perché il 27 luglio è ritornato senza squadra.

### San Francisco 49ers
Il 10 agosto ha firmato con i 49ers ma il 3 settembre è stato rilasciato. Il 5 ha rifirmato con la squadra di allenamento. Dopo soli 9 giorni è stato rilasciato. Successivamente il 22 settembre è rientrato ancora nella squadra di allenamento dei 49ers.

### Oakland Raiders
Il 5 ottobre ha firmato con i Raiders. Ha giocato 6 partite di cui nessuna da titolare facendo i primi suoi tackle.
Il 14 ottobre 2011 è stato svincolato per far posto in squadra al neo acquisto Aaron Curry.

## Vittorie e premi
- Super Bowl : 1 Super Bowl XLIII

## Statistiche
| Partite totali             | 15 |
| Partite totali da titolare | 0  |
| Tackle totali              | 5  |
| Intercetti fatti           | 0  |
| Fumble forzati             | 1  |
| Fumble recuperati          | 0  |